# Lignes de vie (série télévisée)
Pour les articles homonymes, voir Lignes de vie.
Lignes de vie est une série télévisée dramatique française en 45 épisodes de 24 minutes réalisé par Adeline Darraux, Jeanne Biras et Emmanuelle Dubergey, diffusée du 2 juillet 2012 au 3 septembre 2012 sur France 2.

## Synopsis
Justine et Chloé, deux amies d'enfance, cultivent depuis longtemps une relation privilégiée malgré deux profils très différents : l'une, journaliste de profession est toujours célibataire et fait passer son ambition professionnelle avant tout. L'autre a fait au contraire le choix de fonder un foyer et de s'y consacrer pleinement.
Les deux amies vont être sensiblement perturbées par le retour de Yann, dont elles étaient autrefois toutes les deux amoureuses. Le beau jeune homme, revenu d'un séjour d'une vingtaine d'années en Argentine, va renouer avec ses anciennes relations et les amener à se remettre en question sur de nombreux points, souvent de façon douloureuse.

## Distribution
- Delphine Rollin : Justine
- Diane Robert : Chloé
- Nathalie Grandhomme : Kika
- Jean-Charles Chagachbanian : Yann
- Fanny Krich : Alba
- Frédéric Amico : Simon
- Didier Cauchy : Clément

- Farouk Bermouga : Marc
- Laurent Marion : Franck
- Olivia Dutron : Sophie
- Jicey Carina : Alvaro
- Angelina Valery : version enfant de Justine

## Autour de la série
- Cette série a été présentée [Par qui ?] comme « une série moderne, transgénérationnelle et abordant l'ensemble de sujets de société contemporains. Cette série aborde différentes thématiques telles que les relations familiales, le travail ou bien encore les changements de trajectoires personnelles ».
- La série a été tournée du mois de mars au mois de juin 2012 dans la région de Montpellier.
- Cette série a été lancée en duo avec Talons aiguilles et bottes de paille avec pour but de cibler un public plus adulte, remplaçant ainsi les séries estivales destinées à la jeunesse : Foudre et Cœur Océan dans la case quotidienne matinale de France 2[2]. Cette tentative s'est soldée par un échec, puisqu'à l'instar de Talons aiguilles et bottes de paille, cette série a été arrêtée faute d'audience[3] à l'issue de la première saison.
- Le générique C'est l'amour mon amour a été écrit par Marc Lavoine et est chanté par Élodie Frégé et Julien Voulzy.

- Elle a été rediffusée sur France 4 en novembre 2012 en matinée.